# Флаг Лаишевского района
Флаг Лаи́шевского муниципального района Республики Татарстан Российской Федерации — опознавательно-правовой знак, служащий официальным символом муниципального образования.

## Описание
«Флаг Лаишевского муниципального района представляет собой прямоугольное полотнище с отношением ширины к длине 2:3, разделённое по горизонтали на две неравные полосы — синюю (в 7/10 ширины полотнища) и белую; посередине плывущий жёлтый струг, под ним — две обращённые одна к другой рыбы красного цвета».

## Обоснование символики
Флаг Лаишевского муниципального района разработан с учётом герба района, созданного на основе исторического герба уездного города Лаишева Казанской губернии, Высочайше утверждённого 18 (29) октября 1781 года. Подлинное описание исторического герба гласит:

«Въ верхней части щита гербъ Казанскій. Въ нижней — готовое къ отправленію в путь большое судно, называемое стругъ, въ голубомъ полѣ; ибо въ семъ городѣ находится наиглавнѣйшая пристань».

Две рыбы, изображённые на белой полосе, символизируют издавна сложившийся в районе рыбный промысел. Обширная часть границы района сейчас проходит по берегу Куйбышевского водохранилища, здесь же протекают реки Мёша и Брысса.
Рыба — традиционный символ мудрости и изобилия.
Композиция флага показывает историческую преемственность в районе; вместе с тем изображение рыб позволяет отличить флаг муниципального района от флага города.
Жёлтый цвет (золото) — символ урожая, богатства, стабильности, уважения интеллекта.
Белый цвет (серебро) — символ чистоты, совершенства, мира и взаимопонимания
Голубой цвет — символ чести, благородства, духовных устремлений; во флаге муниципального района также символизирует водные просторы Куйбышевского водохранилища.
Красный цвет — символ труда, мужества, силы, любви и красоты.